# До последней минуты
«До последней минуты» — советский художественный фильм режиссёра Валерия Исакова, снятый на Одесской киностудии в 1973 году.
Премьера фильма состоялась 4 марта 1974 года.

## Сюжет
Фильм посвящён украинскому советскому писателю-публицисту Ярославу Галану (1902—1949), убитому украинскими националистами.
Кинокритик Фрида Маркова в информационном бюллетене «Спутник кинозрителя» за март 1974 года писала:

Имя талантливого украинского писателя, публициста и драматурга Ярослава Галана известно не только в нашей стране. Пламенный патриот-антифашист, он был предательски убит буржуазными националистами. Оборвалась жизнь Галана, но живут и борются за правду, за мир и братство народов его страстные памфлеты, его пьесы, его идеи.
Друг Ярослава Галана Владимир Беляев (автор трилогии «Старая крепость» и фильма «Тревожная молодость») написал сценарий фильма «До последней минуты», который поставил на Одесской киностудии режиссёр Валерий Исаков и снял оператор Альберт Осипов. Прототипом главного героя выступил Ярослав Галан.
В этой политической драме (так определил жанр картины её режиссёр) нашли отражение последние годы жизни Галана (1946—1949). Они наполнены историческими событиями, которые захватили в свой водоворот миллионы людей планеты.
Только что разгромив немецкий фашизм (Галан присутствовал на Нюрнбергском процессе над гитлеровскими преступниками), свободолюбивые народы начали строить мирную жизнь. Но уже тогда, в первые послевоенные годы, им пытались мешать чёрные силы реакции, сомкнувшие фронт борьбы, — от недобитых фашистов всех мастей и буржуазных националистов до клерикалов Ватикана.
До последней минуты своей жизни (недаром эти слова стали названием фильма!) писатель-антифашист оставался на своём боевом посту, предостерегая людей, призывая их к бдительности и мужеству перед лицом предстоящей опасности.

Когда съёмочная группа работала на улицах родного города Галана — Львова, ей активно помогали его жители. Эти добровольные консультанты (а многие хорошо помнят писателя, знали его лично, слышали его горячие речи, читали статьи в газетах и журналах) не только участвовали во всех массовых сценах, но и придирчиво следили за гримом и костюмами актёров, за работой художников, вносили поправки, старались что-то посоветовать и подсказать.

## Роли исполняют
В главной роли:
- Владислав Дворжецкий — Ярослав Гайдай

В ролях:
- Валерия Заклунная — Стефа Коцюмбас
- Виктор Щербаков — Роман Когут
- Сергей Курилов — Иван Мефодиевич
- Николай Слёзка — Павел Чекалюк
- Зинаида Дехтярёва — Олена Гайдукевич
- Татьяна Ткач — Наталья Гайдай
- Александр Хвыля — отец Гавриил (Гавриил Костельник)
- Любовь Никоноренко — Арыся, учительница
- Сергей Смеян  — Любинский
- Василий Симчич — отец Мелетий Будзиновский
- Александр Горбатов — Чернега
- Юрий Звольский
- Богдан Козак — Орест, националист
- Валерий Куксин — Джура
- Валерий Музыка — Илларий Горук, убийца Ярослава Гайдая (Михаил Стахур)
- Вацлав Дворжецкий — отец Горук

В эпизодах:
- Борис Чинкин — председатель суда
- Григорий Канишевский — Мовчун, директор колбасной фабрики
- В. Носачёв
- Д. Образцов
- Пётр Вескляров — крестьянин
- И. Матвеев
- Фёдор Одиноков — председатель сельсовета (нет в титрах)
- Сергей Полежаев — знакомый Гайдая (нет в титрах)

## Съёмочная группа
- Сценарий Владимира Беляева
- Режиссёр-постановщик — Валерий Исаков
- Оператор-постановщик — Альберт Осипов
- Художник-постановщик — Юрий Богатыренко
- Композиторы: Александр Билаш, Владислав Кладницкий
- Текст песен Михаила Ткача
- Директор картины — Виктор Брашеван

## Награды и премии
- Государственная премия УССР имени Т. Г. Шевченко (1975) режиссёру Валерию Исакову — за художественный фильм «До последней минуты» (1973) производства Одесской киностудии.
- Диплом VII Всесоюзного кинофестиваля, Баку, 1974.